# Fritz Briel
Fritz Briel, född 24 oktober 1934 i Düsseldorf, Tyskland, död 15 mars 2017, var en tysk kanotist.
Han tog bland annat VM-guld i K-1 200 meter i samband med sprintvärldsmästerskapen i kanotsport 2011 i Szeged.